# Galáxia anã elíptica

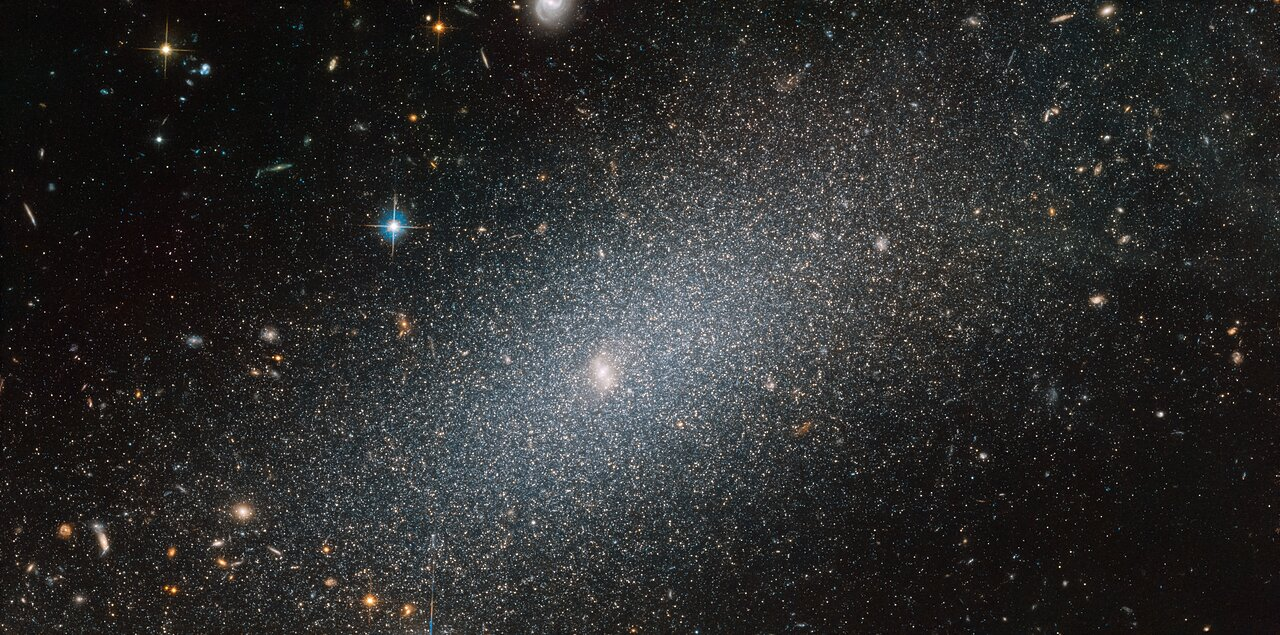
Uma Galáxia anã elíptica

Galáxias anãs elípticas, (em inglês Dwarf elliptical galaxy ou dEs), são galáxias elípticas muito menores do que as outras. Eles são classificados como dE, e são bastante comuns em grupos e aglomerados de galáxias, normalmente são companheiros de outras galáxias.